# Ażiotaż
Ażiotaż albo ażiotarstwo – spekulacje wykorzystujące podnoszenie lub obniżanie wartości pieniężnych, papierów rentowych, obligacji, akcji wszelkiego rodzaju, weksli itp. połączone z działaniami zmierzającymi do sztucznego oddziaływania na kształtowanie się ich cen tak w kierunku ich zwyżki, jak i obniżki.
Nie idzie tu o rzeczywiste negocjowanie papierów publicznych, tylko o różnicę w ich kursie (ażio), na którą ludzie oddający się tej spekulacji z dnia na dzień oczekują, a którą po upływie pewnego czasu sobie wypłacają. Stanowi to rodzaj hazardu, gry giełdowej. Przedmiotem tej gry mogą być nie tylko papiery publiczne, ale także towary (np. sprzedawanie zboża jesienią z dostawą na wiosnę następnego roku); skala ażiotażu zależy od tego, o ile sprzedaż ta przewyższa zapasy znajdujące się w kraju w momencie rozliczenia.